# 철암고등학교
철암고등학교(鐵岩高等學校)는 대한민국 강원특별자치도 태백시 철암동에 있는 공립 고등학교이다.

## 학교 연혁
- 1974년 1월 5일 : 철암고등학교 설립 인가(6학급)
- 1974년 2월 20일 : 학칙변경 인가(3학급)
- 1974년 3월 1일 : 초대 김화수 교장 부임
- 1977년 1월 12일 : 제1회 졸업식 (51명)
- 1987년 10월 20일 : 학칙변경 인가(12학급 남녀 공학)
- 1999년 9월 1일 : 학칙변경 인가(3학급)
- 2025년 1월 8일 : 제49회 졸업식(12명, 총누계 2,755명)
- 2025년 3월 1일 : 제26대 김남훈 교장 부임

## 참고 자료
- 철암고등학교 - 한국교육학술정보원 학교알리미